# Абдуллаев, Сайфитдин
Сайфитдин (Сайфиддин) Абдуллаев (1908 год — 1983 год) — председатель колхоза имени Ленина Исфаринского района Ленинабадской области. Герой Социалистического Труда (1957).

## Биография
Сайфитдин Абдуллаев родился в 1908 году в кишлаке Шахрак Исфаринской волости Кокандского уезда Ферганской области Туркестанского края (ныне посёлок Исфаринского района Согдийской области Таджикистана) в семье крестьянина.
Трудовую деятельность начал в 1924 году в родном селении. С 1928 года работал в местном Совете и вступил в ряды ВЛКСМ.
В 1932—1933 годах проходил обучение на высших педагогических курсах в Ташкенте. После их окончания работал секретарём райкомов ЛКСМ Таджикистана в Исфаринском и Куйбышевском (ныне район Абдурахмана Джами) районах.
В 1937 году вступил в ВКП(б). В этом же году вернулся в Исфаринский район, где до 1938 года являлся редактором районной газеты «Коммунистическая Исфара».
С 1938 по 1945 год занимал должности заместителя директора и начальника политотдела в Исфаринской и Карамазарской машинно-тракторных станциях (МТС).
С 1946 года Абдуллаев был назначен заместителем председателя, а затем председателем хлопководческого колхоза имени Ленина в Исфаринском районе Ленинабадской области. Под его руководством колхоз достигал высоких показателей в сборе хлопка, применяя научные достижения и передовые методы работы.
Указом Президиума Верховного Совета СССР «О присвоении звания Героя Социалистического Труда колхозникам, колхозницам, работникам машинно-тракторных станций, партийным и советским работникам Таджикской ССР» от 17 января 1957 года за «выдающиеся успехи, достигнутые в деле развития советского хлопководства, широкое применение достижений науки и передового опыта в возделывании хлопчатника и получение высоких и устойчивых урожаев хлопка-сырца» присвоено звание Героя Социалистического Труда с вручением Ордена Ленина и золотой медали Серп и Молот.
В 1965 году Сайфитдин Абдуллаев вышел на заслуженный отдых. Был признан персональным пенсионером.
Его вклад в развитие хлопководства и сельского хозяйства Таджикской ССР является важной частью истории республики.

## Награды
- В 1954 году награждён медалью «За трудовую доблесть».
- В 1956 году удостоен звания «Мастер хлопка Таджикской ССР».
- 17 января 1957 года Указом Президиума Верховного Совета СССР Абдуллаеву присвоено звание Героя Социалистического Труда за выдающиеся достижения в развитии советского хлопководства, внедрение передового опыта и получение высоких урожаев хлопка-сырца. Ему были вручены Орден Ленина и золотая медаль «Серп и Молот».
- Награждён Почетной грамотой Президиума Верховного Совета Таджикской ССР.